# Кубок Шотландії з футболу 2011—2012
Кубок Шотландії з футболу 2011–2012 — 127-й розіграш кубкового футбольного турніру у Шотландії. Титул здобув Гарт оф Мідлотіан.

## Календар
| Раунд        | Дата                                      | Матчі | Клуби   |
| ------------ | ----------------------------------------- | ----- | ------- |
| Перший раунд | 24 вересня - 1 жовтня 2011, 1 жовтня 2011 | 17+1  | 81 → 64 |
| Другий раунд | 22-23 жовтня 2011, 29 жовтня 2011         | 16+4  | 64 → 48 |
| Третій раунд | 19 листопада 2011, 22-26 листопада 2011   | 16+4  | 48 → 32 |
| 1/16 фіналу  | 7-8 січня 2012, 17-18 січня 2012          | 16+3  | 32 → 16 |
| 1/8 фіналу   | 4-15 лютого 2012, 14 лютого 2012          | 8+3   | 16 → 8  |
| 1/4 фіналу   | 10-11 березня 2012, 21 березня 2012       | 4+1   | 8 → 4   |
| 1/2 фіналу   | 14-15 квітня 2012                         | 2     | 4 → 2   |
| Фінал        | 19 травня 2012                            | 1     | 2 → 1   |

## 1/16 фіналу
| Команда 1                 | Рахунок | Команда 2                |
| ------------------------- | ------- | ------------------------ |
| 7 січня 2012              |         |                          |
| Данді (2)                 | 1:1     | Кілмарнок                |
| Росс Каунті (2)           | 7:0     | Стенхаузмур (3)          |
| Ковденбіт (3)             | 2:3     | Гіберніан                |
| Гарт оф Мідлотіан         | 1:0     | Охінлек Талбот (Ю)       |
| Ейрдрі Юнайтед (3)        | 2:6     | Данді Юнайтед            |
| Інвернесс Каледоніан Тісл | 1:1     | Данфермлін Атлетік       |
| Фолкерк (2)               | 2:0     | Іст Файф (3)             |
| Партік Тісл (2)           | 0:1     | Квін оф зе Саут (2)      |
| Рейт Роверз (2)           | 1:2     | Грінок Мортон (2)        |
| Сент-Джонстон             | 2:1     | Бріхін Сіті (3)          |
| Форфар Атлетік (3)        | 0:4     | Абердин                  |
| Мотервелл                 | 4:0     | Квінз Парк (4)           |
| Сент-Міррен               | 0:0     | Гамільтон Академікал (2) |
| Лівінгстон (2)            | 1:2     | Ейр Юнайтед (2)          |
| 8 січня 2012              |         |                          |
| Арброт (3)                | 0:4     | Рейнджерс                |
| Пітерхед (4)              | 0:3     | Селтік                   |

Перегравання
| Команда 1                | Рахунок | Команда 2                 |
| ------------------------ | ------- | ------------------------- |
| 17 січня 2012            |         |                           |
| Кілмарнок                | 2:1     | Данді (2)                 |
| Гамільтон Академікал (2) | 0:1     | Сент-Міррен               |
| 18 січня 2012            |         |                           |
| Данфермлін Атлетік       | 1:3 дч  | Інвернесс Каледоніан Тісл |

## П'ятий раунд
| Команда 1                 | Рахунок | Команда 2           |
| ------------------------- | ------- | ------------------- |
| 4 лютого 2012             |         |                     |
| Інвернесс Каледоніан Тісл | 0:2     | Селтік              |
| Гіберніан                 | 1:0     | Кілмарнок           |
| Мотервелл                 | 6:0     | Грінок Мортон (2)   |
| Абердин                   | 1:1     | Квін оф зе Саут (2) |
| Сент-Міррен               | 1:1     | Росс Каунті (2)     |
| 5 лютого 2012             |         |                     |
| Рейнджерс                 | 0:2     | Данді Юнайтед       |
| Гарт оф Мідлотіан         | 1:1     | Сент-Джонстон       |
| 15 лютого 2012            |         |                     |
| Ейр Юнайтед (2)           | 2:1     | Фолкерк (2)         |

Перегравання
| Команда 1           | Рахунок | Команда 2         |
| ------------------- | ------- | ----------------- |
| 14 лютого 2012      |         |                   |
| Квін оф зе Саут (2) | 1:2     | Абердин           |
| Росс Каунті (2)     | 1:2     | Сент-Міррен       |
| Сент-Джонстон       | 1:2 дч  | Гарт оф Мідлотіан |

## 1/4 фіналу
| Команда 1         | Рахунок | Команда 2   |
| ----------------- | ------- | ----------- |
| 10 березня 2012   |         |             |
| Гарт оф Мідлотіан | 2:2     | Сент-Міррен |
| Ейр Юнайтед (2)   | 0:2     | Гіберніан   |
| 11 березня 2012   |         |             |
| Данді Юнайтед     | 0:4     | Селтік      |
| Мотервелл         | 1:2     | Абердин     |

Перегравання
| Команда 1       | Рахунок | Команда 2         |
| --------------- | ------- | ----------------- |
| 21 березня 2012 |         |                   |
| Сент-Міррен     | 0:2     | Гарт оф Мідлотіан |

## 1/2 фіналу
| Команда 1      | Рахунок | Команда 2         |
| -------------- | ------- | ----------------- |
| 14 квітня 2012 |         |                   |
| Абердин        | 1:2     | Гіберніан         |
| 15 квітня 2012 |         |                   |
| Селтік         | 1:2     | Гарт оф Мідлотіан |

## Фінал
| 19 травня 2012 17:00 (EEST) |

| Гіберніан   | 1:5      | Гарт оф Мідлотіан                                         |
| ----------- | -------- | --------------------------------------------------------- |
| Макпейк 41' | Протокол | Барр 15' Скацел 27', 75' Граінгер 47' (пен.) Макгован 50' |

| Гемпден-Парк, Глазго Глядачів: 51 041 Арбітр: Крейг Томсон |